# Anja Wald
Anja Wald (* 23. Dezember 1971 in Leipzig) ist eine deutsche Juristin. Sie ist seit dem 1. Mai 2023 Richterin am Bundesfinanzhof.

## Leben und Wirken
Wald trat nach Abschluss ihrer juristischen Ausbildung in den Justizdienst des Freistaates Sachsen ein und war zunächst beim Landgericht Leipzig und Amtsgericht Borna eingesetzt. 2002 wechselte sie zur Staatsanwaltschaft Leipzig. Von 2005 bis 2007 war Wald an das Staatsministerium der Justiz des Freistaates Sachsen und von Dezember 2014 bis Dezember 2016 an das Sächsische Finanzgericht abgeordnet, bevor sie im Dezember 2016 wieder am Landgericht Leipzig tätig war. 2020 wurde sie am Landgericht Leipzig zur Vorsitzenden Richterin ernannt. Seit Juni 2020 war sie als wissenschaftliche Mitarbeiterin an den Bundesfinanzhof abgeordnet.
Mit der Ernennung zur Richterin am Bundesfinanzhof wies das Präsidium Wald dem III. Senat zu, der vornehmlich für die Besteuerung von Einzelgewerbetreibenden sowie die Gewerbesteuer von Körperschaftsteuerpflichtigen, das Kindergeld und die Investitionszulage zuständig ist.